# Lonchura leucogastroides
Lonchura leucogastroides là một loài chim trong họ Estrildidae.